# Idaea delicata
Idaea delicata là một loài bướm đêm trong họ Geometridae.